# Laleh
Laleh Pourkarim (Perzisch:لاله پورکریم) (Bandar-e Anzali, 10 juni 1982) is een Zweedse zangeres en actrice. Ze is geboren in Iran en emigreerde toen ze 1 jaar oud was naar Azerbeidzjan en Wit-Rusland. Op haar twaalfde kwam ze naar Zweden. Daar groeide ze op in de wijk Angered in Göteborg.
Laleh begon haar carrière met de film Jalla! Jalla!, waar ze een bijrol had. Op 5 februari 2005 kwam haar eerste single Invisible van het album Laleh uit, met redelijk succes. Haar volgende single Live Tomorrow werd echter een grote hit. Bij haar debuut won ze drie Zweedse Grammis Awards en ontving een aantal onderscheidingen als Beste Nieuwkomer.
Laleh zingt voornamelijk in het Engels, maar ook in het Zweeds en Perzisch. Ze woont net buiten Skellefteå. Lalehs muziek varieert van ballad naar rock en pop met invloeden uit de jazz, reggae en punk. Haar inspiratiebronnen zijn onder meer Cornelis Vreeswijk, The Police, Kate Bush, David Bowie, Bob Dylan en Cat Stevens.

## Discografie

### Singles
| Jaar | Single                                                | Hoogste positie | Hoogste positie | Hoogste positie | Certificatie | Album        |
| Jaar | Single                                                | ZWE             | DEN             | NOR             | Certificatie | Album        |
| ---- | ----------------------------------------------------- | --------------- | --------------- | --------------- | ------------ | ------------ |
| 2005 | "Invisible (My Song)"                                 | 7               | –               | –               |              | Laleh        |
| 2005 | "Storebror"                                           | –               | –               | –               |              | Laleh        |
| 2005 | "Live Tomorrow"                                       | 20              | 11              | –               |              | Laleh        |
| 2006 | "Forgive But Not Forget"                              | 46              | –               | –               |              | Prinsessor   |
| 2006 | "Det är vi som bestämmer (Vem har lurat alla barnen)" | –               | –               | –               |              | Prinsessor   |
| 2006 | "November"                                            | –               | –               | –               |              | Prinsessor   |
| 2007 | "Call on Me"                                          | –               | –               | –               |              | Prinsessor   |
| 2007 | "Closer"                                              | –               | –               | –               |              | Prinsessor   |
| 2008 | "Snö"                                                 | 14              | –               | –               |              | Me and Simon |
| 2009 | "Simon Says"                                          | 41              | –               | –               |              | Me and Simon |
| 2009 | "Big City Love"                                       | 32              | –               | –               |              | Me and Simon |
| 2009 | "Bjurö klubb"                                         | –               | –               | –               |              | Me and Simon |
| 2010 | "Mysteries"                                           | –               | –               | –               |              | Me and Simon |
| 2012 | "Some Die Young"                                      | 9               | 38              | 1               |              | Sjung        |
| 2013 | "Colors"                                              | 33              | 34              | –               |              | Colors       |
| 2016 | "Bara få va mig själv"                                | 5               | –               | –               |              | Kristaller   |

- Bibsys: 13059528
- Gemeinsame Normdatei: 1078340714
- International Standard Name Identifier: 0000 0000 5266 4280
- MusicBrainz: 96e2e78e-1e22-45b5-af33-7d79a91ee308
- LIBRIS: 294957
- Virtual International Authority File: 33145970117832251107